# بری ماهی
بری ماهی (انگلیسی: Barry Mahy; ۲۱ ژانویهٔ ۱۹۴۲ – ۱ اکتبر ۲۰۲۰) بازیکن فوتبال اهل ایالات متحده آمریکا بود.
از باشگاه‌هایی که در آن بازی کرده‌است می‌توان به باشگاه فوتبال اسکانتورپ یونایتد اشاره کرد.
وی همچنین در تیم ملی فوتبال ایالات متحده آمریکا بازی کرده‌است.